# Saulius Klevinskas
Saulius Klevinskas (Marijampolė, 2 aprile 1984) è un ex calciatore lituano, di ruolo portiere.

## Carriera

### Club
Ha giocato per un decennio nel Suduva, prima di approdare nel 2011 alla Torpedo Mosca: titolare alla sua prima stagione, con gli anni gioca sempre meno.

### Nazionale
L'11 novembre 2006 esordisce contro il Kuwait (1-0).

## Statistiche

### Cronologia presenze e reti in Nazionale
| Cronologia completa delle presenze e delle reti in nazionale ― Lituania | Cronologia completa delle presenze e delle reti in nazionale ― Lituania | Cronologia completa delle presenze e delle reti in nazionale ― Lituania | Cronologia completa delle presenze e delle reti in nazionale ― Lituania | Cronologia completa delle presenze e delle reti in nazionale ― Lituania | Cronologia completa delle presenze e delle reti in nazionale ― Lituania | Cronologia completa delle presenze e delle reti in nazionale ― Lituania | Cronologia completa delle presenze e delle reti in nazionale ― Lituania |
| Data                                                                    | Città                                                                   | In casa                                                                 | Risultato                                                               | Ospiti                                                                  | Competizione                                                            | Reti                                                                    | Note                                                                    |
| ----------------------------------------------------------------------- | ----------------------------------------------------------------------- | ----------------------------------------------------------------------- | ----------------------------------------------------------------------- | ----------------------------------------------------------------------- | ----------------------------------------------------------------------- | ----------------------------------------------------------------------- | ----------------------------------------------------------------------- |
| 11-10-2006                                                              | Kuwait City                                                             | Kuwait                                                                  | 1 – 0                                                                   | Lituania                                                                | Amichevole                                                              | -1                                                                      |                                                                         |
| 3-6-2012                                                                | Tartu                                                                   | Estonia                                                                 | 1 – 0                                                                   | Lituania                                                                | Coppa del Baltico 2012                                                  | -1                                                                      |                                                                         |
| 7-6-2012                                                                | Minsk                                                                   | Bielorussia                                                             | 1 – 1                                                                   | Lituania                                                                | Amichevole                                                              | -1                                                                      |                                                                         |
| Totale                                                                  |                                                                         | Presenze                                                                | 3                                                                       |                                                                         | Reti                                                                    | -3                                                                      |                                                                         |

## Palmarès

### Club

#### Competizioni nazionali
- Campionato lituano: 1

Žalgiris: 2015